# حارة غول التينة (صنعاء)
حارة غول التينة هي إحدى حارات حي حزيز بضواحي الأمانة مديرية سنحان وبني بهلول، بلغ تعداد سكانها 849 نسمة حسب تعداد اليمن لعام 2004.